# Перекатов Іван Григорович
Іван Григорович Перекатов (вересень 1894, маєток поміщика Плещеєва в селі Петрово-Красносілля Слов'яносербського повіту Катеринославської губернії, тепер Луганської області — вересень 1939, місто Москва, Російська Федерація) — радянський партійний діяч, голова Донецької обласної контрольної комісії КП(б)У, член ВУЦВК. Член Центральної контрольної комісії ВКП(б) у 1927—1934 роках. Член Комісії радянського контролю при РНК СРСР у 1934—1939 роках.

## Життєпис
Народився в родині заможного селянина. Закінчив земську школу. З квітня 1905 по жовтень 1907 року працював сільськогосподарським робітником у поміщика Плещеєва в селі Петрово-Красносілля Слов'яносербського повіту. З листопада 1908 по грудень 1910 року — учень столяра в дитячому сирітському притулку в селі Петрово-Красносілля. У 1909 році закінчив двокласне міністерське училище в селі Іванівка Слов'яносербського повіту.
У липні 1911 — лютому 1913 року — столяр майстерні мідно-ливарного заводу Мензіса, бричної майстерні, меблево-столярної майстерні Берестова, столярних майстерень Овчинникова та «Гассель і Брінк» у містах Олександрівську Еатеринославської губернії та Харкові. У травні 1913 — червні 1914 року — столяр-модельник скляного заводу «Фарке» в місті Бахмуті. У липні 1914 — лютому 1915 року — столяр, десятник на будівництві сільськогосподарського дослідного поля біля Луганська.
У лютому 1915 — квітні 1916 року — рядовий, сапер 129-ї окремої роти саперного батальйону 232-го Радомисльського піхотного полку російської армії в Харкові та на Північно-Західному фронті.
У травні 1916 — березні 1917 року — робітник Штерівського заводу хімічних продуктів і вибухових речовин Слов'яносербського повіту Катеринославської губернії.
У квітні 1917 — січні 1918 року — рядовий 232-го Радомисльського піхотного полку російської армії, секретар полкового продовольчого комітету.
Член РСДРП(б) з травня 1917 року.
У січні — березні 1918 року — голова Штерівської ради робітничих і солдатських депутатів Слов'яносербського повіту Катеринославської губернії.
З березня по травень 1918 року — командир загону Червоної гвардії в Харкові, Куп'янську та Луганську, з червня по листопад 1918 року — помічник командира загону Червоної армії в Покровську, Ніколаєвську та Самарі. У листопаді 1918 — березні 1919 року — політичний комісар 6-го військово-польового будівництва в місті Самарі. У травні — вересні 1919 року — військовий комісар роти курсантів РСЧА в Києві, Жмеринці та Фастові.
У листопаді 1919 — березні 1921 року — курсант військово-інженерних курсів у Самарі.
У квітні — липні 1921 року — командир взводу окремої прожекторної роти в селі Тушино Московської губернії.
У вересні 1921 — квітні 1922 року — заступник начальника Головного управління хімічної промисловості «Головхімупр» УСРР у місті Харкові.
У травні 1922 — вересні 1925 року — уповноважений Південного бюро ЦК Спілки робітників хімічної промисловості в місті Харкові.
З вересня 1925 по квітень 1926 року перебував у відрядженні з питань закупівлі обладнання в Німеччині, Чехословаччині, Бельгії, Великій Британії та США.
У травні 1926 — червні 1928 року — член колегії, заступник начальника Головного управління хімічної промисловості «Головхімпром» ВРНГ СРСР у Москві.
У липні 1928 — листопаді 1931 року — інспектор, старший інспектор, керівник групи хімічної промисловості Центральної контрольної комісії ВКП(б) — Народного комісаріату робітничо-селянської інспекції СРСР.
У грудні 1931 — січні 1932 року — голова Західно-Сибірської крайової контрольної комісії ВКП(б) — робітничо-селянської інспекції у Новосибірську.
У лютому 1932 року — керівник групи сільськогосподарського постачання Центральної контрольної комісії ВКП(б) — Народного комісаріату робітничо-селянської інспекції СРСР.
У лютому 1932 — лютому 1934 року — голова Донецької обласної контрольної комісії КП(б) України — робітничо-селянської інспекції.
У березні 1934 — червні 1936 року — керівник групи хімічної промисловості Комісії радянського контролю при РНК СРСР.
З 1936 по 1937 рік — слухач Вищих академічних курсів Народного комісаріату важкої промисловості СРСР.
У 1937 році — директор Московського хімічного заводу № 93.
У 1937—1939 роках — начальник Головного управління порохової промисловості Народного комісаріату обороної промисловості СРСР.
Помер або покінчив життя самогубством у вересні 1939 року в Москві.